# Knis-Podewsie
Knis-Podewsie (niem. Gneisthöhe) – osada mazurska w Polsce położona w województwie warmińsko-mazurskim, w powiecie giżyckim, w gminie Ryn.
W latach 1975–1998 miejscowość należała administracyjnie do województwa suwalskiego.